# Iwan Kaczałko
Iwan Jelizarowicz Kaczałko (ros. Иван Елизарович Качалко, ur. 12 września?/25 września 1916 w Karliwce, zm. 4 listopada 2010 w Moskwie) – radziecki wojskowy, pułkownik, Bohater Związku Radzieckiego (1944).

## Życiorys
Urodził się w ukraińskiej rodzinie robotniczej. Skończył niepełną szkołę średnią i w 1937 szkołę uniwersytetu fabryczno-zawodowego w Czapajewsku, w 1937 został powołany do Armii Czerwonej, w 1941 ukończył moskiewską szkołę wojskowo-inżynieryjną. Od grudnia 1942 uczestniczył w wojnie z Niemcami, walczył na Froncie Stalingradzkim, Południowym, Południowo-Zachodnim i 1 Ukraińskim. 30 lipca 1944 jako dowódca 77 samodzielnego inżynieryjno-saperskiego batalionu szturmowego 16 Inżynieryjno-Saperskiej Brygady Szturmowej 3 Gwardyjskiej Armii 1 Frontu Ukraińskiego w stopniu kapitana wyróżnił się podczas forsowania Wisły w rejonie Annopola. Po wojnie nadal służył w armii, w 1949 został członkiem WKP(b), w 1950 ukończył Akademię Wojskową im. Frunzego, w 1973 został zwolniony do rezerwy w stopniu pułkownika.

## Odznaczenia
- Złota Gwiazda Bohatera Związku Radzieckiego (23 września 1944)
- Order Lenina (23 września 1944)
- Order Czerwonego Sztandaru (16 czerwca 1945)
- Order Wojny Ojczyźnianej I klasy (11 marca 1985)
- Order Wojny Ojczyźnianej II klasy (27 lutego 1945)
- Order Czerwonej Gwiazdy (dwukrotnie - 14 lipca 1944 i 20 kwietnia 1953)
- Order „Znak Honoru” (22 lutego 1968)
- Medal „Za zasługi bojowe”
- Medal 100-lecia urodzin Lenina
- Medal „Za zwycięstwo nad Niemcami w Wielkiej Wojnie Ojczyźnianej 1941–1945”
- Medal „Za wyzwolenie Pragi”
- Medal „Weteran Sił Zbrojnych ZSRR”
- Krzyż Walecznych (Polska Ludowa)
- Medal za Odrę, Nysę, Bałtyk (Polska Ludowa)